# Castelo de Gradačac
O Castelo de Gradačac ( bósnio: Dvorac Gradacac ) está localizado em Gradačac na Bósnia e Herzegovina.
O castelo tem  muralhas com 18 metros de altura construídas entre 1765 e 1821, e com 22 metros de altura da Torre de Vigia, construída em 1824  por Husein-Kapetan Gradaščević em bases feitas originalmente pelo romanos. Sua construção terminou no inicio do século XIX. Em 1831 os bósnios rebelaram-se contra a ocupação turca e expulsaram os otomanos para o Kosovo, Bósnia obtece a sua soberania no ano seguinte. Portanto, a fortificação tem grande importância histórica para os bósnios, sendo recentemente renovado.